# Обю
Обю (на шведски: Åby) е град в югоизточна Швеция, лен Йостерйотланд, община Норшьопинг. Намира се на около 180 km на югозапад от столицата Стокхолм, на 64 km на североизток от Линшьопинг и на 9 km на север от общинския център Норшьопинг. ЖП възел. Населението на града е 6975 жители, по приблизителна оценка от декември 2017 г.